# Andrés Muschietti
Andrés Walter Muschietti, més conegut com Andy Muschietti (Vicente López, 26 d'agost de 1973), és un director de cinema i guionista argentí. És conegut pel seu treball en pel·lícules de terror com Mama (2013), basada en el seu curtmetratge homònim, e It (2017), adaptació de la novel·la de Stephen King i la seva seqüela, It Chapter Two (2019).

## Biografia
Andrés Muschietti va néixer el 26 d'agost de 1973 a Vicente López, província de Buenos Aires, on va viure fins als sis anys, quan la seva família es va radicar a Acassuso. Té una germana gran, la productora Bárbara Muschietti, amb qui col·labora. Estudià al col·legi San Patricio de Acassuso i a la Universitat del Cineme, on es va graduar en la dècada del 1990. Durant aquests anys, va treballar com artista de guió gràfic i va ser assistent de producció en Evita (1996), d'Alan Parker. El 1999, un del seus primers curtmetratges, Nostalgia en la Mesa 8, formà part en la tercera edició del concurs Historias breves. També va exercir d'ajudant de direcció a Fotos del alma (1995) i Una noche con Sabrina Love (Alejandro Agresti, 2000).
Al març de 2001, es va traslladar juntament amb la seva germana a Barcelona, on van treballar com a publicistes per a una agència fins que van fundar la seva pròpia productora. En 2008 van rodar Mama, descrit pel periodista de The Guardian Xan Brooks com «un electritzant curtmetratge de tres minuts on dues nenes fugen de la seva demoníaca mare», que van pujar a YouTube i es va projectar al Festival Internacional de Cinema Fantàstic de Sitges. El director Guillermo del Toro, interessat en la realització, es va contactar amb Muschietti i es va oferir a produir una pel·lícula basada en aquest, que es va estrenar en 2013 sota el mateix títol i va comptar amb, entre altres actors, Jessica Chastain i Nikolaj Coster-Waldau. Scott Collura va escriure en el seu ressenya per a IGN que, malgrat els ensopecs, «alguns aspectes de la pel·lícula demostren el gran talent del director». Amb un pressupost de 15 milions de dòlars, Mama va tenir una recaptació mundial de 146 milions mientras que recibió críticas de todo tipo.
Al juliol de 2015 va reemplaçar a Cary Fukunaga com a director de la pel·lícula It, basada en la novel·la homònima de Stephen King. Es va estrenar el 7 de setembre de 2017 i, amb un pressupost de 35 milions de dòlars, es va convertir en la pel·lícula de terror més taquillera de la història, en recaptar més de 700 milions. La crític de cinema Christy Lemire, en el seu ressenya per al lloc web Rogerebert.com, va comparar la tècnica de Muschietti amb la utilitzada per Steven Spielberg en els seus primers treballs, com l'ús de plans contrapicats. En virtut del seu èxit, va dirigir It Chapter Two, que es va estrenar el setembre de 2019.
Al febrer de 2020, va començar a emetre's la sèrie Locke & Key, basada en la historieta homònima creada per Joe Hill, on Muschietti participa com productor executiu.

## Filmografia

### Cinema
| Any  | Títol original             | Rol                    |
| ---- | -------------------------- | ---------------------- |
| 1995 | Fotos del alma             | Assistent de direcció  |
| 1996 | Evita                      | Assistent de producció |
| 2000 | Una noche con Sabrina Love | Assistent de direcció  |
| 2013 | Mama                       | Director, guionista    |
| 2017 | It                         | Director               |
| 2019 | It Chapter Two             | Director               |
| 2022 | The Flash                  | Director               |

### Televisió
| Any  | Títol original | Rol                |
| ---- | -------------- | ------------------ |
| 2020 | Locke & Key    | Productor executiu |